# Tidjara Kabendera
Tidjara Kabendera, née en 1978 dans le district de Nyarugenge à Kigali (Rwanda), est une journaliste rwandaise, une entrepreneuse, défenseure de la langue swahili. Elle est journaliste à la radio nationale du Rwanda Radio Rwanda.

## Biographie
Tidjara, née en 1978 dans le district de Nyarugenge à Kigali, est la fille de Salama Kantarama et son père Shinani Kabendera est journaliste sportif à la Radio Rwanda, Voix de l'Amérique et la BBC de 1973 à 1994,.
Au début du génocide, Tidjara est sa famille, ont déménagé en Tanzanie en 1994,  après avoir terminé ses études à l'école secondaire de Rugambwa et poursuit le journalisme à l'Institut de formation d'Afrique de l'Est (alors connu sous le nom de branche de Dar es Salam)[réf. nécessaire].

## Parcours

### Journalisme
Elle a fait des études de journalisme à  l'Institut d'Afrique de l'Est à Arusha en Tanzanie, suivant ainsi la trace de son père, journaliste sportif (mais le sport n'était pas la passion de Tidjara Kabendera). Elle est revenue au Rwanda en 2003, et travaille alors à la Radio Rwanda, jusqu'en 2021,. Elle a également travaillé avec Magic FM[réf. nécessaire].

### En affaires
Tidjara Kabendera a créé une boutique cosmétique de produits naturels permettant de traiter des maladies de la peau, comme l'acné, le sébum excessif et les éruptions cutanées. Le procédé de fabrication est à base d'herbes naturelles[réf. nécessaire],,.
Elle fait également le commerce de différents types de vêtements, surtout les vêtements islamiques, caractérisés par un style spécifique[réf. nécessaire],,.

## Vie privée
Tidjara est une mère de 4 enfants : 2 filles et 2 garcons.